# Platea (città)
Platea (in greco antico: Πλάταια?, Plàtaia, o più frequentemente al plurale Πλαταιαί, traslitterato in Plataia o Plataiai; in latino Plataea o Plataeae) fu una città situata nel sud-est della Beozia, a sud di Tebe e da essa divisa dal fiume Asopo, nella piana tra i monti Citerone ed Elicona. Ai confini quindi dell'Attica e del territorio di Megara.
Deve probabilmente i suoi natali alla vicina Tebe, ma Pausania ci narra che fosse stata fondata dagli antichi abitanti del luogo e il nome fosse dovuto alla figlia di Asopo.
Fu la località dove venne combattuta la battaglia di Platea nel 479 a.C.
La città venne successivamente distrutta durante la guerra del Peloponneso nel 427 a.C. dagli Spartani, per essere ricostruita solo nel 386 a.C.

## L'alleanza con Atene

Città antiche in Beozia

Tucidide ci rende noto che dopo la ristrutturazione verso il 525 a.C. del Koinon beotico, la città piuttosto di cadere sotto l'influenza e la crescente forza egemonica di Tebe, accompagnata da Eleutere, preferì mettersi nelle mani di Sparta. Gli spartani si rifiutavano di intervenire negli affari privati di Tebe e Atene, raccomandando i plateesi di affidarsi però ad Atene. Il suggerimento venne accettato e una delegazione si diresse in questa città, dove fu accolta ed ottenne un'alleanza.
Alleanza che fu vista come una dichiarazione di guerra da Tebe, dato che il tiranno Ippia doveva il rientro di suo padre Pisistrato ad Atene proprio all'aiuto fornito da parte loro e per questo mandarono un contingente alla volta della città di Platea, che venne però intercettato da un'armata ateniese. Corinto fece da mediatrice della disputa, raggiungendo un accordo sul confine tra Tebe e Platea. Tebe giurò anche di non interferire sugli affari delle città che non voleva far parte della confederazione beotica. Comunque, dopo che i corinzi furono partiti e gli ateniesi furono ritornati alle proprie faccende, attaccarono e in una successiva battaglia gli ateniesi prevalsero e posizionarono il confine sul fiume Asopo.
Grazie ad Atene e ai loro alleati, i plateesi riuscirono a non cadere soggiogati dai loro vicini e mantennero la loro libertà. Per onorare questo debito morale, durante la battaglia di Maratona, combatterono a fianco di Atene, inviando ogni loro uomo abile. Come segno di ringraziamento per questo atto di fedeltà vennero schierati nel fianco sinistro dello schieramento di battaglia; come è ben noto era questo un grande onore secondo solo ad essere posizionati all'estrema destra. Dopo la battaglia ai plateesi venne permesso di partecipare alle commemorazioni della battaglia: ai riti di ringraziamento, ai sacrifici e ai giochi.
Nelle successive battaglie delle guerre persiane, furono presenti alla battaglia sull'Artemisio, mentre a Salamina non poterono intervenire perché le loro navi erano occupate ad evacuare la città, che venne rasa al suolo dai persiani probabilmente rispondendo alle richieste dei tebani. Dopo la vittoria nella battaglia di Platea, avendo fornito un considerevole apporto alla coalizione ellenica, vennero consegnati ai cittadini della città ben 80 talenti con i quali ricostruire la città e erigere un tempio ad Atena; fu poi istituita una festività religiosa per i caduti in battaglia da svolgere ogni 5 anni e consacrata da Zeus Eleutterio, per il quale fu costruito un tempio in città. Pausania proclamò la città e i suoi territori sacri ed inviolabili, ma durò poco.

## Guerra del Peloponneso
Tucidide narra che nell'aprile del 431 a.C., un nutrito numero di tebani furono infiltrati nella città da dei traditori, appartenenti all'aristocrazia pro-spartana, che appoggiavano l'oligarchia. Essi cercarono di persuadere i cittadini ad aiutare Sparta, alleata di Tebe in quel periodo, permettendo a quest'ultima di attraversare i suoi territori senza intervenire. Il complotto fu scoperto ben prima che l'armata tebana potesse intervenire.
Visto il fallimento decisero di occupare i territori circostanti la città e i suoi abitanti per poter scambiare i prigionieri catturati dai plateesi, i quali anticipando le mosse degli avversari mandarono un messaggero a Tebe che denunciò il complotto, minacciando di uccidere i prigionieri se un esercito avesse sconfinato nei loro territori.
I tebani invasero lo stesso i territori plateesi, i quali misero a morte i fautori del complotto. Vennero uccisi ben 180 oppositori tra cui Eurimaco, il traditore che li aveva aiutati. Le autorità di Platea inviarono immediatamente una richiesta di aiuto ad Atene, sicuri di un loro intervento. Giunsero provvigioni e soldati, sebbene venissero mosse loro delle critiche per l'uccisione cruenta dei prigionieri.
Tucidide ci dice che il negoziato era ormai impossibile, dopo ciò che era avvenuto, perciò dovettero intervenire gli ambasciatori di Atene e Sparta. Essi riuscirono a mantenere la pace per un breve periodo di tempo, ma l'ingerenza di Atene e la sua politica di espansione, ben presto si scontreranno di nuovo con l'unica polis che poteva competerle.
Durante l'estate di due anni dopo, il re Archidamo II che stava occupando i territori dell'Attica, poté finalmente impegnare le armate del Peloponneso contro la città di Platea iniziando a razziare le campagne. I plateesi inviarono un dispaccio rammentandoli del loro apporto durante le guerre persiane e di come gli stessi spartani abbiano protetto in passato la loro indipendenza - nel 479 a.C. Pausania aveva decretato che Platea era una città autonoma e che nessuno la doveva attaccare -. Gli spartani risposero chiedendo a Platea di rimanere neutrale in cambio della loro protezione. Dopo essersi consultati con Atene, i plateesi rifiutarono la proposta e si prepararono per difendere la città. Gli spartani passarono all'azione, ma pur impiegando numerose innovazioni tecnologiche, non riuscirono a scardinarne le difese: Infine, i lacedemoni costruirono un muro d'assedio attorno alla città, lasciarono un contingente a presidiarlo e si allontanarono.

## La fine
I Platensi si trovavano in una situazione disperata, assediati da spartani e beoti, con un alleato Atene asserragliato all'interno delle sue mura, con le scorte ormai alla fine. 220 di loro scelsero la fuga aiutati da una bufera e dall'oscurità, mentre il resto della città chiese la resa agli spartani l'estate successiva. Si accordarono con essi per essere trattati con giustizia e venne concesso "solo i colpevoli saranno puniti". Vennero ritenute colpevoli 200 persone tra cui 25 ateniesi, secondo Tucidide. La città venne poi razziata dai tebani, che con le rovine ersero un tempio in onore di Era. La popolazione chiese asilo ad Atene, che fornì aiuto ai suoi abitanti oltre alla possibilità di trasferirsi a Scione in Calcidica, finché con la pace di Antalcida poterono ricostruire la città.
Nel 372 a.C. la città in fase di ricostruzione fu nuovamente occupata e distrutta dai tebani e i suoi abitanti non fecero altro che rifugiarsi ad Atene, dove vissero fino al 338 a.C., quando dopo la battaglia di Cheronea, Filippo II di Macedonia consentì loro di riappropriarsi della città. Più probabilmente ancora, la ricostruzione fu una decisione voluta da Alessandro Magno, dopo la loro partecipazione alla vittoria sulla ribelle Tebe e la sua completa distruzione dell'agosto 335 a.C., cosa della quale furono per sempre grati al grande Re.
Platea non ebbe più la stessa importanza nella vita della Grecia; si ricorda la ricostruzione, da parte di Giustiniano, delle sue mura di cui rimangono poche parti insieme con l'acropoli.